# Phar Lap

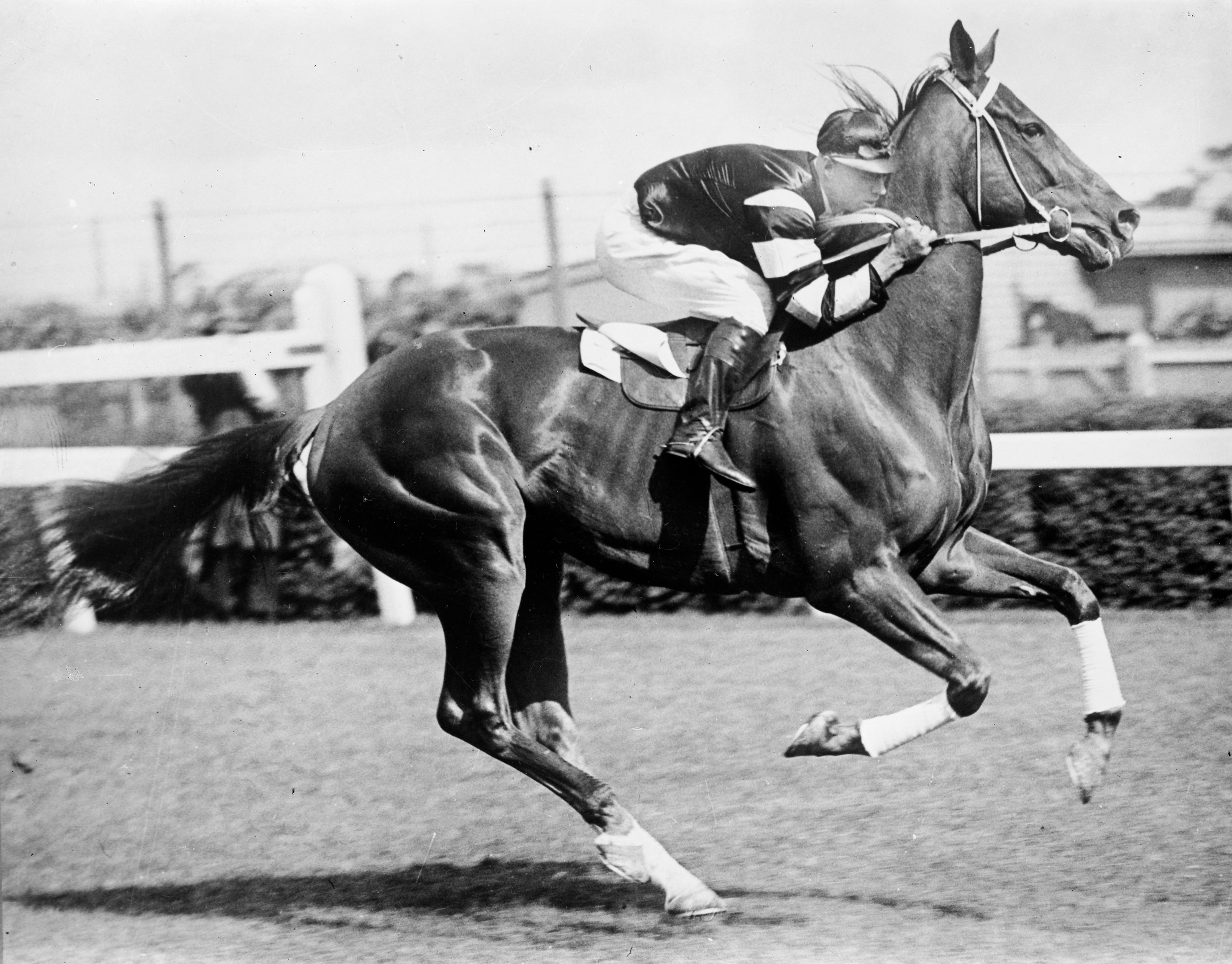
Phar Lap met jockey Jim Pike op de Flemington race track (1930)

Phar Lap, een Engelse volbloed, wordt gezien als een van de beste renpaarden uit de geschiedenis van Nieuw-Zeeland en Australië. Phar Lap betekent 'bliksemschicht'.  In 51 wedstrijden waar hij in zijn korte leven aan deelnam, behaalde hij 37 eerste prijzen, en in 5 wedstrijden eindigde hij als tweede of derde.

## Levensloop

### Nieuw-Zeeland en Australië

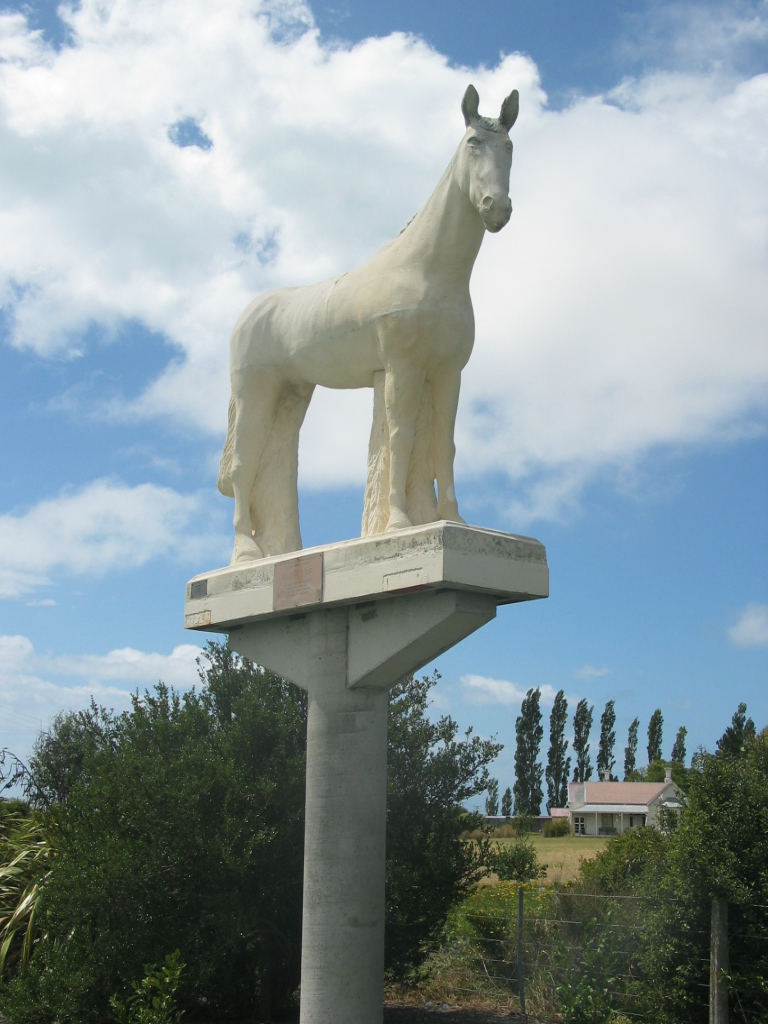
Standbeeld van Phar Lap bij zijn geboorteboerderij in Seadown nabij Timaru

Phar Lap werd op 4 oktober 1926 geboren op een boerderij voor renpaarden in Seadown nabij Timaru. Toen hij twee jaar oud was werd hij verscheept naar Australië. Phar Lap bleek namelijk, hoewel niet van uitzonderlijke komaf, een erg goed racepaard te zijn en wedstrijd na wedstrijd te winnen; hij werd ook wel The Wonder Horse genoemd.

Na het winnen van vele grote wedstrijden in Australië (waaronder later ook de Melbourne Cup), hebben tegenstanders van Phar Lap in 1930 getracht het paard neer te schieten, maar dit mislukte.

### Naar Amerika
Toen hij vijf jaar was werd Phar Lap weer verscheept, ditmaal naar Californië. Phar Lap, toen al een grote bekendheid in Australië en Nieuw-Zeeland, was uitgenodigd om mee te lopen in de Amerikaanse races en zou hier eindelijk het grote geld gaan verdienen. Maar Phar Lap heeft slechts één wedstrijd in Amerika gelopen. Plotseling werd hij erg ziek en hij stierf binnen een paar uur op 5 april 1932. De precieze oorzaak is nooit gevonden, maar door de fans van Phar Lap werd destijds aan vergiftiging gedacht. Bijna tachtig jaar later werd dit bevestigd door de analyse van enkele haren uit de manen van Phar Lap met behulp van synchrotronstraling. Die wees op de inname van een grote dosis arseen kort voor de dood van het racepaard, en toonde aan dat het paard werd vergiftigd met arseen. De vraag wie hiervoor verantwoordelijk was bleef echter onbeantwoord.

## Phar Lap nu

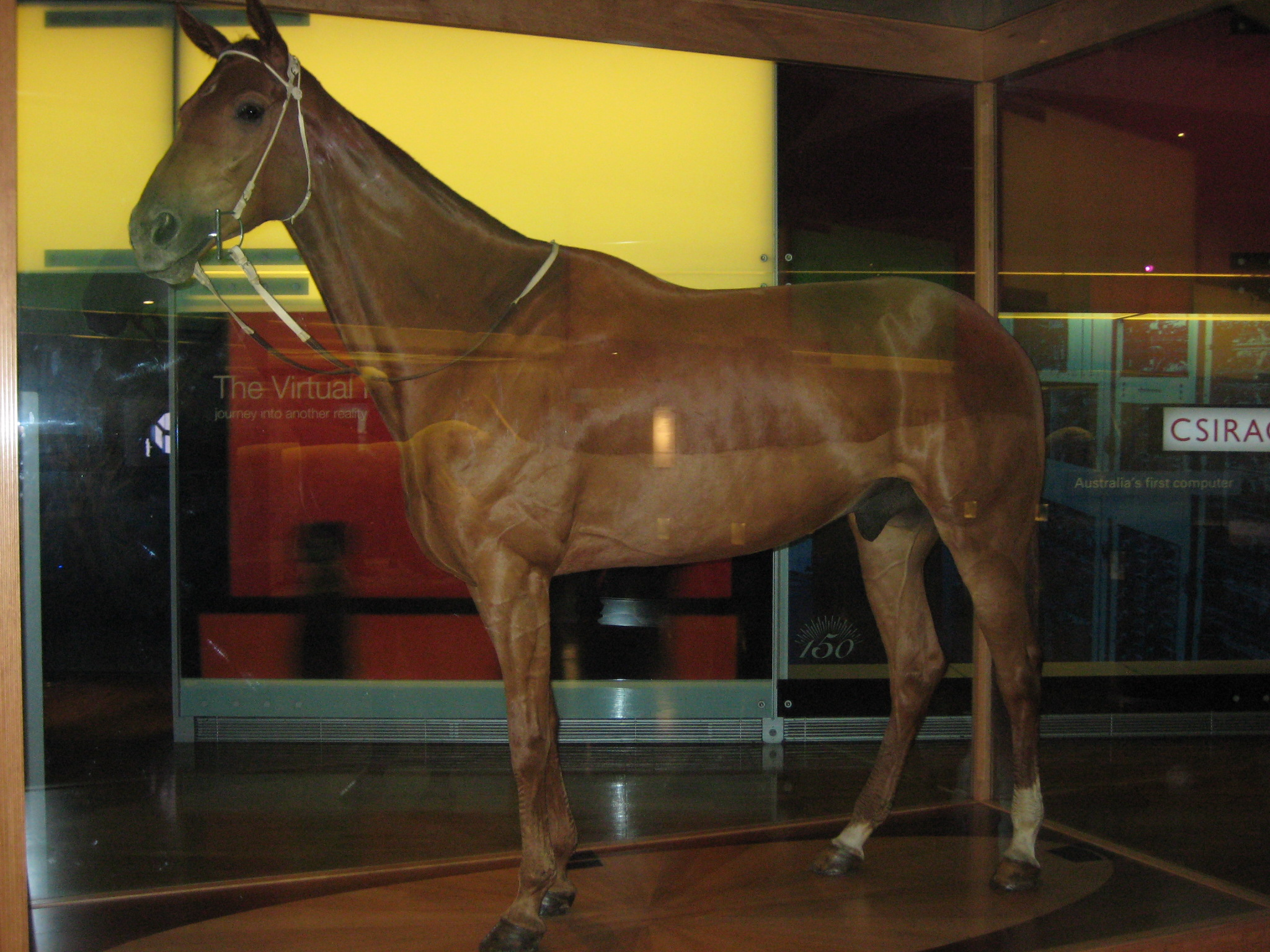
Phar Lap in het Melbourne Museum.

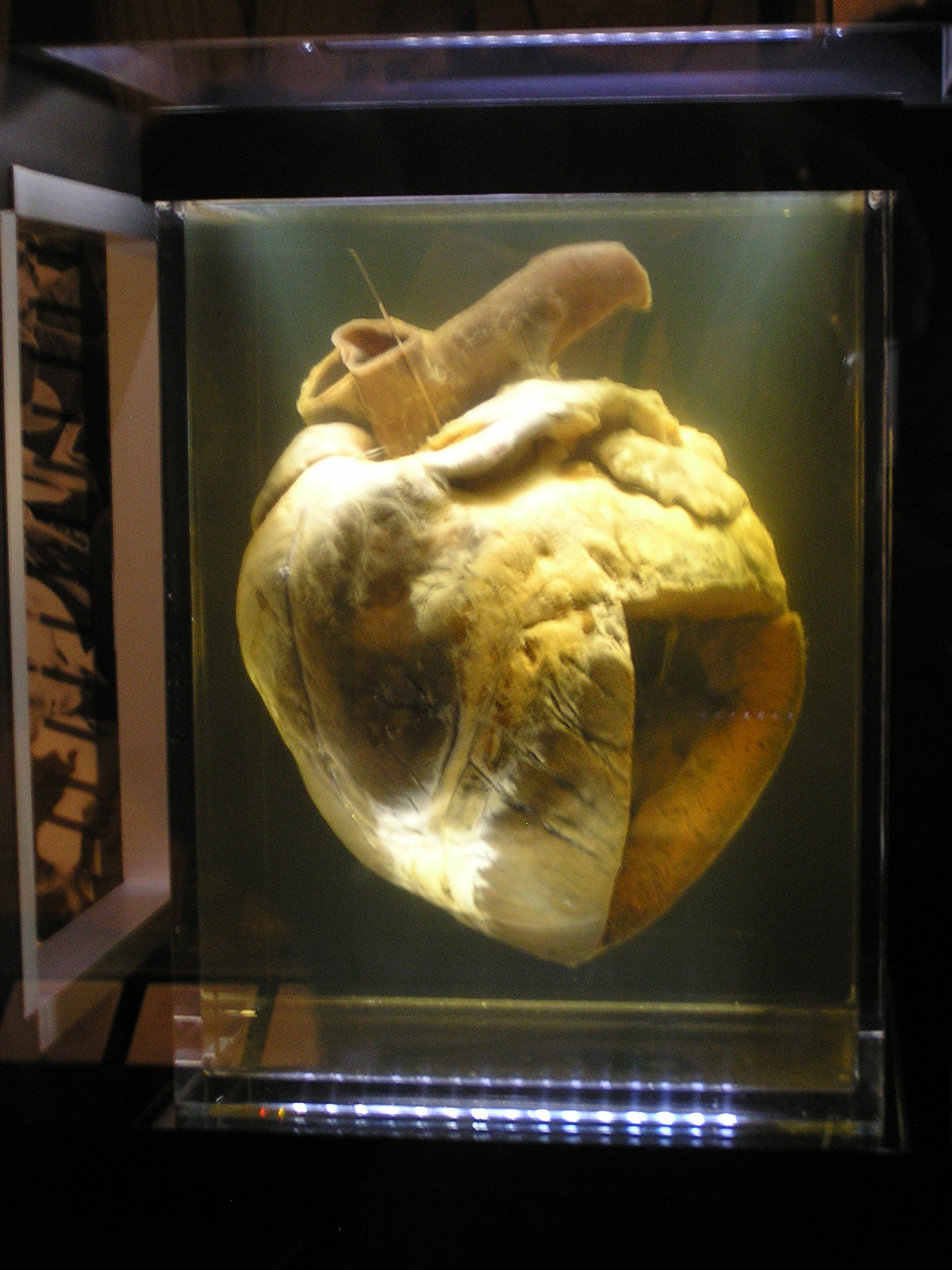
Phar Laps hart in het National Museum of Australia.

Tegenwoordig is het nog steeds mogelijk om Phar Lap te bezichtigen, alhoewel men daarvoor wel langs drie verschillende musea moet. Zijn huid vindt men namelijk in het Melbourne Museum in Melbourne (Australië); zijn hart is in het National Museum in Canberra (Australië) en zijn skelet is te vinden in het Te Papa Tongarewa Museum in Wellington (Nieuw-Zeeland).

Op 28 januari 2006 zouden voor het eerst sinds zijn overlijden in 1932 zijn hart en zijn skelet zich weer onder hetzelfde dak bevinden, namelijk tijdens een tentoonstelling in het Te Papa museum in Wellington. Maar net voor het verschepen van het hart, werd er een klein scheurtje ontdekt in de hartwand, waardoor werd besloten dat het hart te gevoelig zou zijn om te vervoeren. De Nieuw-Zeelanders verklaarden zich "broken-hearted" om dit nieuws.
Onlangs is er NZ$500.000 (ongeveer €250.000) vrijgekomen voor de oprichting van een bronzen standbeeld van Phar Lap in Timaru. Phar Lap zal galopperen over een kaart van Nieuw-Zeeland en omringd zijn door een waterfontein. Het beeld zal gemaakt worden door Joanne Sullivan-Gessler.

## Trivia
- In 1983 is in Australië een (kinder)film over hem uitgebracht, getiteld Phar Lap.
- Phar Lap was ook de naam van een computer-softwarebedrijf, bekend om een extreem snelle C-compiler.